# Hypophthalmus edentatus
Hypophthalmus edentatus és una espècie de peix de la família dels hipoftàlmids i de l'ordre dels siluriformes.

## Morfologia
- Els mascles poden assolir 57,5 cm de longitud total i 1.300 g de pes.[5][6]

## Alimentació
Menja crustacis planctònics (cladòcers, copèpodes i ostracodes).

## Hàbitat
És un peix pelàgic i de clima tropical.

## Distribució geogràfica
Es troba a Sud-amèrica: conques dels rius Amazones i Orinoco, i rius costaners de la Guaiana i Surinam. També és present al riu Paranà.

## Ús comercial
Es comercialitza fresc i salat.